# Jennifer Beattie
Jennifer Beattie (Glasgow, 13 de maig de 1991) és una futbolista escocesa, que generalment juga de defensa o migcampista, tot i que també ha jugat de davantera.

Internacional per Escòcia des del 2008, a la Lliga de Campions ha arribat tres vegades a semifinals amb l'Arsenal.

## Trajectòria
| Temporades    | Lliga             | Club                    | P   | G  | Actualitzat |
| ------------- | ----------------- | ----------------------- | --- | -- | ----------- |
| 06/07 - 07/08 | D1                | Queen's Park            |     |    |             |
| 08/09         | D1                | Glasgow Celtics         |     |    |             |
| 09/10 - 2013  | D1                | Arsenal FC              | 024 | 07 |             |
| 13/14 - 14/15 | D1                | Montpellier HSC         | 029 | 05 |             |
| 2015 - act.   | D1                | Manchester City         | 026 | 03 | 19/11/2016  |
| 15/16         | D1                | Melbourne City (cessió) | 012 | 02 |             |
|               |                   |                         |     |    |             |
| 2008 - act.   | Selecció absoluta | Selecció absoluta       | 102 | 22 | 19/11/2016  |

## Títols
| Títols — Clubs      |
| 4 Lligues           |
| 2 Copes             |
| 4 Copes de la Lliga |
| 1 Lliga             |